# Zoilo Concha
Zoilo Concha (La Totora, San Luis, 1836 - Ciudad de San Luis, 1888) fue un político y militar argentino que se desempeñó dos veces como gobernador de la provincia de San Luis. Durante su mandato, el ferrocarril llegó por primera vez a la provincia y se terminaron de dirimir cuestiones limítrofes con las provincias de La Rioja, Córdoba y Mendoza.

## Obras de gobierno

### Ferrocarril
En 1882, durante la primera presidencia de Julio Argentino Roca, el ferrocarril llegó a San Luis. La primera estación se ubicó en los territorios actualmente ocupados por la Universidad Nacional de San Luis, frente a la Terminal de Ómnibus.

### Conflictos limítrofes
Durante el mandato de Zoilo Concha, la provincia se ocupó de fijar con precisión los límites que la separaban de las provincias de Córdoba, Mendoza y La Rioja.
Con La Rioja se fijaron en 1882. Ese mismo año, a través de un laudo de Bernardo de Irigoyen (a quién se había solicitado su mediación) se dirimió el conflicto con Mendoza acerca del río Desaguadero.
Según el fallo, pertenecían a San Luis "todos los terrenos al naciente del Desaguadero" y por consiguiente en el área comprendida entre este río y los cursos de agua Bebedero, el Salto, Agua Dulce, Arroyo del Médano y Mosmota.

### Obra pública
Una de las obras públicas más importantes del gobierno de Concha fue la construcción de un canal de agua para abastecer a la ciudad de San Luis procedente del dique Potrero de los Funes.